# 長福寺 (京都市右京区梅津)
長福寺（ちょうふくじ）は、京都市右京区梅津中村町にある臨済宗南禅寺派の寺院。山号は大梅山。本尊は阿弥陀如来。

## 歴史
縁起によれば、当寺は梅津の開発領主梅津氏出身の尼僧・真理尼によって仁安4年（1169年）に堂宇が建立されたのに始まるという。建久元年（1190年）に梅津上荘に「新御堂」が建立されると、従来からあった当寺は「本御堂」と呼ばれるようになった。当初は天台宗に属していたが、暦応2年（1339年）に梅津氏の帰依を得た月林道皎が入寺して臨済宗の寺院に改められ中興された。
観応元年（1350年）には北朝の光厳天皇の勅願所となっている。その後、応仁の乱で焼失するが、山名宗全によって再興された。
文禄元年（1592年）には諸山に列せられ、江戸時代には御朱印寺として350石の寺領があった。
享保17年（1732年）に作られた「大梅山長福寺全盛古大図」によると、山門、仏殿、法堂、方丈などが立ち並ぶ他、塔頭も28か寺あった。近世には南禅寺末となり、寛政元年（1789年）の南禅寺末寺帳によると当時の長福寺は末寺8、寺家11を数えた。

## 境内
- 仏殿（京都市指定有形文化財） - 元禄8年（1695年）再建。裳階が付いている。近世中期における京都の禅宗様三間仏殿を代表するものの一つ[1]。
- 方丈（京都市指定有形文化財） - 寛文8年（1668年）再建。
- 山門
- 中門
- 鐘楼（京都市指定有形文化財） - 17世紀再建。
- 山門（京都市指定有形文化財） - 表門。薬医門。17世紀再建。

## 文化財

### 国宝

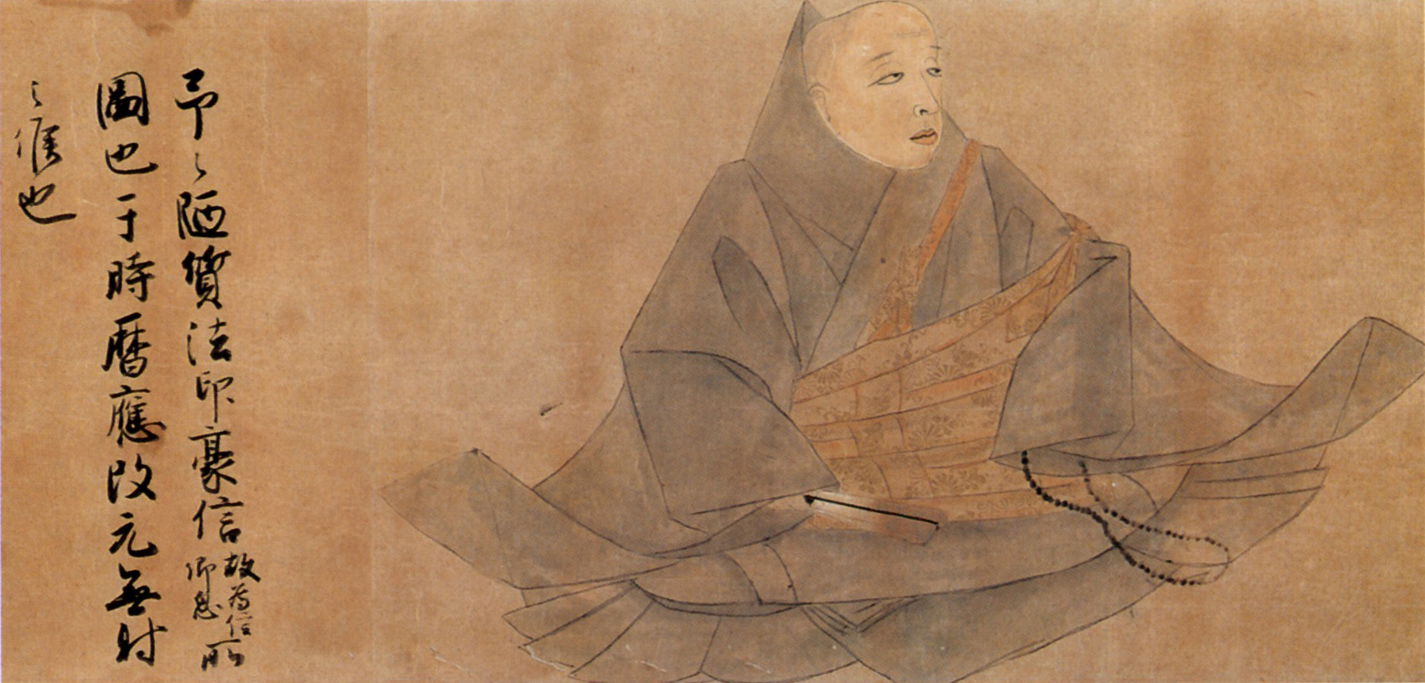
花園天皇像 豪信筆

- 紙本著色花園天皇像 豪信筆
- 古林清茂墨蹟 月林道号 泰定四年三月望月

### 重要文化財
- 石造宝塔
- 絹本著色仏涅槃図
- 紺紙金字金光明経 4巻 巻第四久安元年書写奥書
- 長福寺縁起
- 月林道禅師送行文 花園天皇宸翰
- 花園天皇宸翰如来寿量品偈
- 花園天皇宸翰阿弥陀経残巻
- 花園天皇宸翰達磨像賛
- 花園天皇宸翰消息 箱裏押紙に貞和三年の記あり
- 光厳院宸翰仮名消息（2通）1巻
- 後光厳院宸翰消息（三月七日）・普光大幢国師諡号勅書（後光厳院画あり）
- 竺仙梵遷墨蹟 古林和尚碑文

### 京都市指定有形文化財
- 仏殿
- 方丈
- 鐘楼
- 表門

## 所在地
- 京都府京都市右京区梅津中村町37

## アクセス
- 阪急電鉄嵐山線 松尾大社駅より徒歩約29分